# 弘化公主
弘化公主（623年—698年4月18日），吐谷渾可汗诺曷钵妻子，唐朝第一个和亲公主。

## 生平
贞观十三年（639年），吐谷渾可汗诺曷钵到长安朝见唐太宗，十二月廿一，唐太宗将弘化公主嫁给了诺曷钵。在641年将文成公主嫁给了吐蕃赞普松赞干布。
贞观十五年（641年），吐谷浑丞相宣王掌握了政权，阴谋袭击弘化公主，将她和诺曷钵劫持投降吐蕃。诺曷钵得知后非常害怕，率轻骑逃至鄯善城，其大将威信王率兵接迎。四月廿七，鄯州刺史杜凤举、席君買与威信王合军击破丞相宣王，杀其兄弟三人，唐太宗命民部尚书唐俭持节抚慰吐谷浑民众。
永徽三年（652年），弘化公主和诺曷钵来长安朝见，唐高宗封诺曷钵为驸马都尉，将宗室女金城县主李季英嫁给诺曷钵的长子慕容蘇度摸末。慕容蘇度摸末之后，弘化公主又为次子右武卫大将军、梁汉王慕容闼盧摸末请婚，唐高宗将宗室女金明县主嫁给了他。
龙朔三年（663年），吐谷浑大臣素和貴逃亡吐蕃，将情报全盘吐露。吐蕃大军入侵，六月廿六，弘化公主和诺曷钵带领数千帐吐谷浑百姓逃至唐朝的涼州，请求唐朝救援。
唐高宗去世後，新帝继位，晋封为弘化大长公主，其子慕容忠继承诺曷钵爵位。武则天称帝时赐姓武，封大周西平大长公主，圣历元年（698年），公主病逝于灵州东衙之私第，享年76岁；于次年初迁葬于涼州。

## 身份
宁夏大学原历史系教授白述礼指出，据《弘化公主墓志铭》记载: “公主陇西成纪人也，即大唐太宗文武圣皇帝之女也。”《新唐书·诸帝公主》记载唐太宗有21女，并无关于弘化公主的记载。也就是说，弘化公主肯定“主非帝女”，而只是名义上的皇帝之女。换言之，和亲公主一般皆非帝女，而多以宗室女册封为公主，只不过按礼制视为皇帝之女，弘化公主即是如此。《唐会要》记载: “和蕃公主: 宏化: 宗室女。”这一观点也得到其他学者的认可。如蒋爱花教授就认为: “弘化公主出身宗室女，是习惯做法，太宗女是名义上的。”杜文玉教授亦认为: “是宗室女，只是以当时皇帝之女的名义下嫁的。”周伟洲教授也说: “宗室女，封公主下嫁。”至于究竟是哪个近亲宗室女，以及弘化公主父亲是谁，唐史文献没有记载。

## 影視形象

### 電視劇
| 演員 | 年份   | 影視作品     |
| 赵越 | 2001年 | 《文成公主》 |